# Steven Ruprecht
Steven Ruprecht (* 24. Juni 1987 in Berlin) ist ein ehemaliger deutscher Fußballspieler. Der Verteidiger stand zuletzt bei Borussia Dortmund II unter Vertrag.

## Karriere
Ruprecht begann 1993 seine Karriere in der Jugendabteilung des 1. FC Union Berlin. Seinen größten Junioren-Erfolg erreichte er 2005, als er mit der A-Jugend-Mannschaft (u. a. an der Seite von Florian Müller und Daniel Schulz) die Meisterschaft der U19-Regionalliga Nordost gewann und dadurch in die A-Jugend-Bundesliga aufstieg. Im selben Jahr unterschrieb er seinen Profivertrag am 28. Juni, vier Tage nach seinem 18. Geburtstag.
In seiner ersten Saison in der NOFV-Oberliga 2005/06 bestritt er insgesamt 21 Ligaspiele, erzielte dabei zwei Tore und stieg am Ende der Saison mit dem 1. FC Union Berlin in die Regionalliga Nord auf. In der folgenden Saison kam er aufgrund zahlreicher Verletzungen lediglich auf 13 Einsätze (ohne Torerfolg), stand aber immerhin im Finale des Berliner Landespokals auf dem Platz, das mit 7:0 gewonnen wurde. In der folgenden Saison (2007/08) war Ruprecht Stammspieler und erzielte in 26 Ligaspielen drei Tore. Der 1. FC Union Berlin schloss die Saison auf dem vierten Platz ab und qualifizierte sich damit für die neu eingeführte 3. Liga. In der Premierensaison der 3. Liga bestritt Ruprecht 13 Ligaspiele und erzielte dabei ein Tor. Trotzdem musste er Union nach insgesamt 15 Jahren wegen privater Differenzen in der Winterpause verlassen.
Ende Dezember wechselte er zu Unions Ligakonkurrenten VfR Aalen. Dort zog er sich im Februar 2009 eine Fraktur im Zeh zu und fiel lange Zeit aus. Erst am letzten Spieltag, am 23. Mai gegen die SpVgg Unterhaching, bestritt er wieder einen neunminütigen Kurzeinsatz, der die 1:2-Niederlage, gleichbedeutend mit dem Abstieg in die viertklassige Regionalliga Süd, aber auch nicht mehr verhindern konnte. In der Sommerpause 2009 verließ Ruprecht Aalen und schloss sich dem Zweitligaabsteiger FC Ingolstadt 04 an. Nach einem erfolgreichen ersten Halbjahr (er bestritt 15 Spiele) verletzte er sich in der Winterpause erneut (diesmal ein Mittelfußbruch). Im April gab er im Spiel gegen den 1. FC Heidenheim sein Comeback. Dabei erzielte er in der 90. Minute den 4:3-Siegtreffer. Nach Ingolstadts Wiederaufstieg in die 2. Bundesliga kam Ruprecht kaum noch zum Einsatz und schloss sich daher im Januar 2011 dem Ligakonkurrenten Rot-Weiß Oberhausen an, bei dem er einen Vertrag bis 2012 unterschrieb. Bei RWO kam Ruprecht allerdings nur zu einem Einsatz in der Rückrunde und stieg zudem in die 3. Liga ab, woraufhin er bereits im Sommer 2011 in die Regionalliga zum Halleschen FC wechselte. Dort entwickelte er sich wieder zum Stammspieler und stieg ein Jahr später mit den Hallensern in die 3. Liga auf. Zur Saison 2013/14 wechselte er zu Hansa Rostock. 2015 endete sein Vertrag.
Am 12. November 2015 wurde Ruprecht vom Drittligisten SV Wehen Wiesbaden verpflichtet. Er erhielt einen bis 30. Juni 2016 gültigen Vertrag, der sich per Option automatisch bis zum 30. Juni 2017 verlängerte. Im April 2017 wurde sein Vertrag beim SV Wehen Wiesbaden um eine weitere Saison verlängert. Im August 2018 wechselte er zum Ligakonkurrenten SC Fortuna Köln, den er nach dem Abstieg zum Saisonende verließ.
Zum Ende der Sommertransferperiode verpflichtete Borussia Dortmund den Verteidiger und stattete ihn mit einem bis Sommer 2020 gültigen Vertrag aus. Er kam in der Regionalligamannschaft auf lediglich neun Einsätze, da er die Stamminnenverteidiger Marco Rente und Maximilian Hippe vor sich hatte und erhielt in der Folge keine Vertragsverlängerung. Die aufgrund der COVID-19-Pandemie abgebrochene Spielzeit beendete Ruprecht mit der Borussia auf Rang 9.

## Privat
In der Saison 2008/09 trat Ruprechts Privatleben in den Fokus der Öffentlichkeit, als er am 4. Dezember 2008 vom 1. FC Union Berlin vom Trainings- und Wettkampfsbetrieb freigestellt wurde. Die Suspendierung erfolgte auf Grund privater Differenzen mit Ruprechts Teamkollegen Torsten Mattuschka. Ruprecht hatte Mattuschka dessen Freundin ausgespannt. Zwischenzeitlich war Ruprecht mit ihr verlobt. Im Frühjahr 2012 trennte sich das Paar.

## Titel und Erfolge
beim 1. FC Union Berlin
- Aufstieg in die U19-Bundesliga: 2005
- Aufstieg in die Regionalliga Nord: 2006
- Berliner Pokalsieger: 2007

beim FC Ingolstadt 04
- Aufstieg in die 2. Bundesliga: 2010

beim Halleschen FC
- Aufstieg in die 3. Liga: 2012

beim SV Wehen Wiesbaden
- Hessenpokalsieger: 2017